# Poprzednie życie
Poprzednie życie (ang. Past Lives) – amerykańsko-południowokoreański melodramat z 2023 roku w reżyserii Celine Song, będący jej pełnometrażowym debiutem. Zdjęcia kręcono w Nowym Jorku i Seulu.

## Fabuła
Nora (Greta Lee) i Hae Sung (Teo Yoo) to przyjaciele z dzieciństwa, którzy razem dorastali w Korei Południowej. Po latach, dzięki mediom społecznościowym, para ponownie nawiązuje ze sobą kontakt. Choć dzielą ich tysiące kilometrów, czują, że są sobie bliscy jak nigdy dotąd. Ich relacja zostaje jednak wystawiona na próbę. Los doprowadza do ich ponownego spotkania w Nowym Jorku. Nora jest już wtedy mężatką, a Hae Sung singlem. Dawni znajomi spędzają ze sobą cały tydzień.

## Obsada
- Greta Lee – Nora
- Teo Yoo – Hae Sung
- John Magaro – Arthur

## Nagrody i nominacje
Oscary 2024
- nominacja w kategorii najlepszy film
- nominacja w kategorii najlepszy scenariusz oryginalny

Złote Globy 2024
- nominacja w kategorii najlepszy dramat
- nominacja w kategorii najlepsza aktorka w dramacie

- nominacja w kategorii najlepszy reżyser
- nominacja w kategorii najlepszy film nieanglojęzyczny
- nominacja w kategorii najlepszy scenariusz

BAFTA 2024
- nominacja w kategorii najlepszy aktor pierwszoplanowy
- nominacja w kategorii najlepszy film nieanglojęzyczny
- nominacja w kategorii najlepszy scenariusz oryginalny

Berlinale 2024
- nominacja do Złotego Niedźwiedzia (udział w konkursie głównym)

Independent Spirit 2024
- nagroda w kategorii najlepszy film
- nagroda w kategorii najlepszy reżyser